# Antonio dos Santos Marto
Antonio dos Santos Marto, né le 5 mai 1947, est un prêtre catholique portugais, évêque émérite de Leiria-Fátima depuis 2006. Il a été créé cardinal lors d'un consistoire le 28 juin 2018.

## Biographie

### Prêtre
Antonio dos Santos Marto étudie au séminaire de Vila Real, avant de partir compléter sa théologie à Rome, où il est ordonné prêtre le 7 novembre 1971. Il obtient un doctorat en théologie auprès de l'Université grégorienne, avec sa thèse portant sur l'Espérance chrétienne et le futur de l'homme, selon le Concile Vatican II.
De 1977 à 2000, il travaille comme formateur des futurs prêtres au séminaire de Porto. Dans le même temps il participe à différentes commissions théologiques, donne des conférences, écrit de nombreux ouvrages et sert de professeur dans l'université catholique portugaise, dont il sera le vice-directeur pendant un certain temps.

### Évêque
En 2001, le pape Jean-Paul II le nomme évêque auxiliaire de Braga, charge qu'il occupe jusqu'en 2004, année où il est nommé évêque de Viseu.
C'est en 2006 que Benoît XVI le transfère au siège épiscopal de Leira-Fátima. Mgr dos Santos Marto dira lui-même qu'il était d'abord sceptique par rapport à Notre-Dame de Fátima, se revendiquant rationaliste et n'étant pas enthousiasmé par la foi populaire. Il vivra les premiers mois de son ministère épiscopal comme une conversion, il est dès lors à l'origine de nombreuses initiatives de manifestations au sanctuaire de Fátima, qui accueille plusieurs millions de pèlerins par an. C'est Mgr dos Santos Marto qui mena le centenaire des apparitions (1917-2017), et accueillit le pape François le 13 mai 2017 à l'occasion, et pour la canonisation de François Marto et de Jacinthe Marto. Il avait déjà reçu le pape Benoît XVI en 2009.

### Cardinal
Le 20 mai 2018, le pape François annonce que Mgr dos Santos Marto fait partie de la liste des 14 nouveaux cardinaux qui recevront la barrette cardinalice le 28 juin prochain au cours d'un consistoire en la Basilique Saint-Pierre. Cette annonce fut une surprise car c'est la première fois qu'un évêque de Leiria-Fátima devient cardinal, le siège épiscopal n'étant pas considéré comme un siège cardinalice.

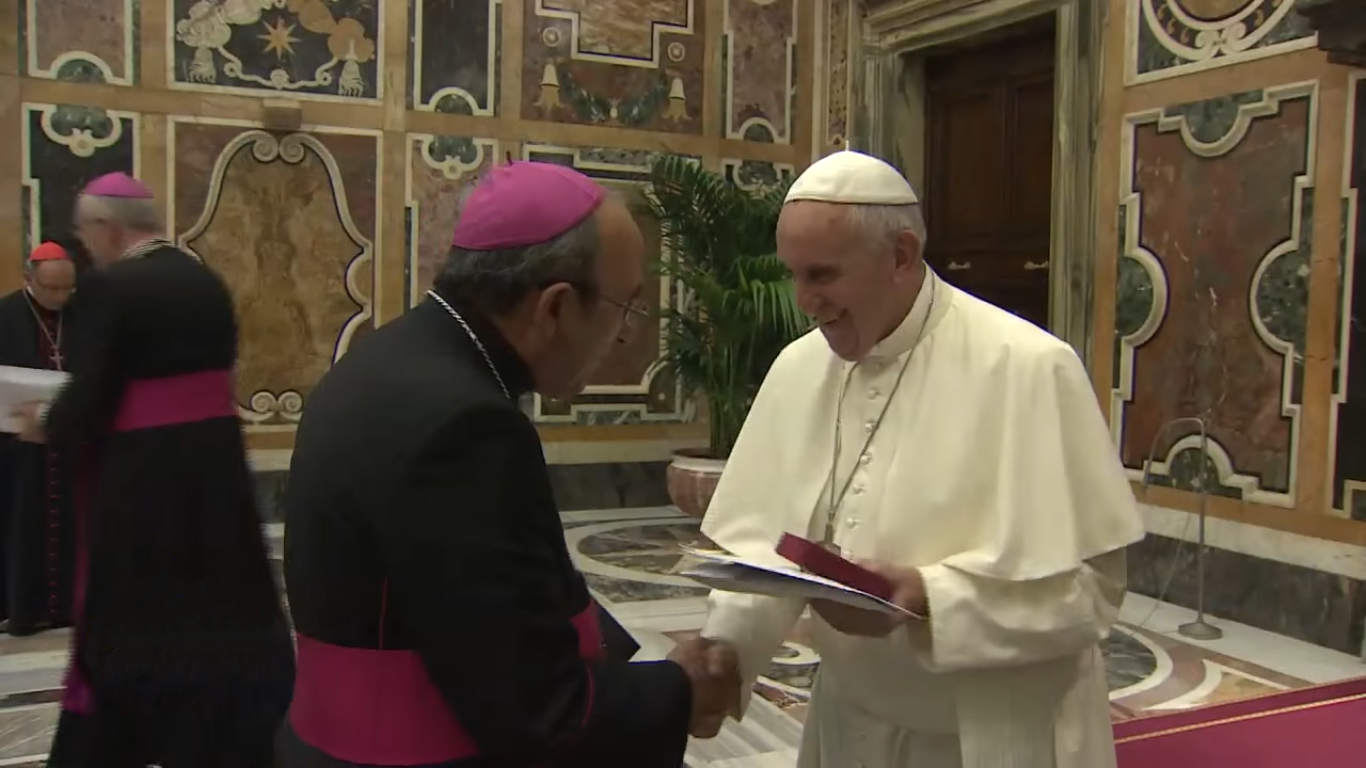
Mgr Antonio dos Santos Marto avec le pape François au Vatican en 2015.

Il participe au conclave de 2025 qui voit l'élection de Léon XIV.